# 페퍼 빙클리
페퍼 빙클리(Pepper Binkley)는 미국의 배우이다.

## 출연 작품
- 사랑과 음악사이 (2015년)
- 키친 (2012년) - 킴 역
- 파퍼씨네 펭귄들 (2011년)
- 굿모닝 에브리원 (2010년)
- 어사일럼 씨커 (2009년) - 모드 역
- 렛 뎀 치프 어와일 (2007년)

### 텔레비전
- 베드퍼드 다이어리 (2006, The Bedford Diaries)